# Китан (месторождение)
Китан (англ. Kitan) — нефтяное месторождение, расположенное в акватории Тиморского моря, в зоне совместной нефтеразработки между Австралией и Восточным Тимором. Открыто в марте 2008 года, а разработка началась в апреле 2010 года, первая нефть добыта в октябре 2011 года.
Извлекаемые запасы этого месторождения определяются в 30–40 млн тонн нефти.
Участники проекта Китан: Eni (40 %, оператор), Inpex (35 %) и Talisman Resources (25 %).